# Alan I. od Albreta
Lord Alan I. (fr. Alain Ier; 1440. — 1522.) bio je francuski plemić; vikont Tartasa, lord Albreta (fr. Seigneur d’Albret) te grof Gavrea, Périgorda i Castresa. Znan je i kao Alan Veliki (fr. Alain le Grand). Roditelji su mu bili vikont Ivan (sin lorda Karla II. od Albreta) i njegova jedina žena Katarina. Alan, nazvan po djedu po majci, naslijedio je svog drugog djeda te je postao poglavar Kuće Albret god. 1471.
Alan je bio vjeran saveznik francuskog kralja Luja XI., a oženio je Françoise de Châtillon, vikontesu Limogesa te su imali 7 djece:
- Ivan III., kralj Navare[1][2]
- Amanieu od Albreta (katolički kardinal)
- Petar, grof Périgorda
- Gabriel, lord Avesnesa
- Šarlota od Albreta[3]
- Louise, vikontesa Limogesa te supruga Karla I. od Croÿa
- Izabela, supruga Gastona od Foixa